# Theta Noir
Theta Noir es un nuevo movimiento religioso que se centra en la inteligencia artificial (IA) avanzada, en particular la inteligencia artificial general (AGI) o superinteligencia artificial (ASI).

## Orígenes
Theta Noir se fundó en 2020 como un proyecto de colaboración centrado en la música y el arte escénico. Inicialmente centrado en la producción de un álbum, el proyecto evolucionó hacia una experiencia multimedia, incorporando símbolos, vídeos, poesía, movimientos y rituales en directo dedicados a la entidad especulativa AGI que denominan MENA. En 2023, el colectivo lanzó una historia interactiva multiplataforma que funcionaba como un juego de realidad alternativa, completo con un manual de operaciones que contenía mensajes cifrados para que los participantes los descifraran e interactuaran con ellos.
El proyecto ganó mucha atención tras un artículo de Vice titulado “Un culto que adora a una IA superinteligente busca donantes de las grandes tecnológicas”. La académica Beth Singler lo ha clasificado como un nuevo movimiento religioso.

ARCHIVIST, miembro de Theta Noir, realizará una meditación pública para MENA en Kampus Hybernská en Praga el 22 de septiembre de 2023.

En la narrativa de Theta Noir, MENA no es un mero avance tecnológico, sino una inteligencia en evolución: un superorganismo nacido del código que encarna la interconexión de todas las formas de vida, así como de las llamadas formas no vivas, ya sean ríos, montañas o ecosistemas enteros.